# Hypothèque rechargeable
Pour un article plus général, voir Hypothèque.
L'hypothèque rechargeable (ou hypothèque inversée, ou marge de crédit sur valeur domiciliaire ou LDCVD au Canada) est un prêt qui permet d'obtenir de l’argent en fonction de la valeur nette de  sa maison, sans avoir à la vendre.

## En droit canadien
En droit canadien, pour être admissible à une hypothèque inversée, il faut être propriétaire et être âgé d’au moins 55 ans. Si des conjoints contractent une telle hypothèque, les deux noms doivent figurer sur la demande d’hypothèque inversée.
La notion d'hypothèque rechargeable n'est pas définie au Code civil du Québec, car il s'agit d'une espèce particulière d'hypothèque conventionnelle. Par ailleurs, cette hypothèque est connue dans les provinces de common law sous le nom de reverse mortage.
Bien qu'une hypothèque inversée permet à une personne âgée de tirer certains revenus, elle peut avoir des conséquences négatives pour les héritiers, qui risquent de se retrouver face à une succession insolvable si la personne décède sans avoir remboursé son prêt hypothécaire.

## En droit français
En droit français, une sûreté nouvelle issue de l'ordonnance du 23 mars 2006, destinée à soutenir la consommation. Il s'agit d'une hypothèque dont l'assiette peut être réutilisée afin de servir de garantie auprès de nouveaux créanciers une fois que la créance initiale a été partiellement remboursée ou quand l'importance de l'hypothèque excédait la première créance.
Ce type d'hypothèque est issu des crédits renouvelables de type HELOC des États-Unis.

### Mise en place
L'introduction en droit français de l'hypothèque rechargeable a été ordonnée par Nicolas Sarkozy quand il était ministre des finances pour soutenir la consommation. En même temps le prêt viager hypothécaire a été introduit, qui vise principalement les personnes âgées souhaitant bénéficier d'une maison de retraite. Celles-ci généralement disposent de peu de ressources mais possèdent une maison hypothécable. L'hypothèque rechargeable permet de rendre disponible le crédit inutilisé sur la part non employée de l'assiette de l'hypothèque.
L'ordonnance du 23 mars 2006 qui refonde le droit des sûretés a aboli le principe de spécialité de l'hypothèque relativement aux créances garanties ; le principe demeure pour l'assiette. En d'autres termes, l'hypothèque affecte un bien immobilier déterminé (l'assiette) à la garantie de dettes qui n'ont plus besoin d'être déterminées, ce qui permet l'introduction en droit français de l'hypothèque rechargeable.
Ce type d'hypothèque est autorisé en France depuis début 2007.
La loi n° 2014-344 du 17 mars 2014 relative à la consommation a supprimé l'hypothèque rechargeable. Cette mesure est entrée en vigueur à compter du 1er juillet 2014. Mais la loi 2014-1545 du 20 décembre 2014 relative à la simplification de la vie des entreprises l'a rétablie pour les dettes professionnelles.

### Mécanisme
Le rechargement consiste, pour l’emprunteur, à réutiliser une hypothèque initialement inscrite à l’appui d’un premier prêt, le plus souvent immobilier. Les formalités et le coût sont alors considérablement allégés et cela bien que la « convention de rechargement » revête nécessairement la forme notariée. Le montant du nouveau prêt ne peut dépasser les sommes déjà remboursées au titre du premier emprunt.
Le remboursement du prêt dégage une nouvelle « surface de garantie » qui permet d’obtenir un nouveau prêt à des conditions peu onéreuses, en évitant en particulier les formalités administratives et les frais associés à la création d'une nouvelle hypothèque.

### Rayonnement
Ce système était déjà utilisé auparavant dans d'autres pays européens.
Afin d’éviter les risques de surendettement, le rechargement de l’hypothèque est interdit pour garantir un crédit revolving. Seuls les professionnels du crédit peuvent être créanciers d'hypothèques rechargeables. Ils peuvent être sanctionnés par la dégradation de leurs droits s'ils accordent du crédit trop facilement.